# Flughafen Sunan

i8
i11
i13
Der Flughafen Sunan (koreanisch 평양순안국제공항, IATA-Code: FNJ, ICAO-Code: ZKPY) ist der Verkehrsflughafen der nordkoreanischen Hauptstadt Pjöngjang und die Heimatbasis der staatlichen Air Koryo.

## Infrastruktur

### Start- und Landebahnen

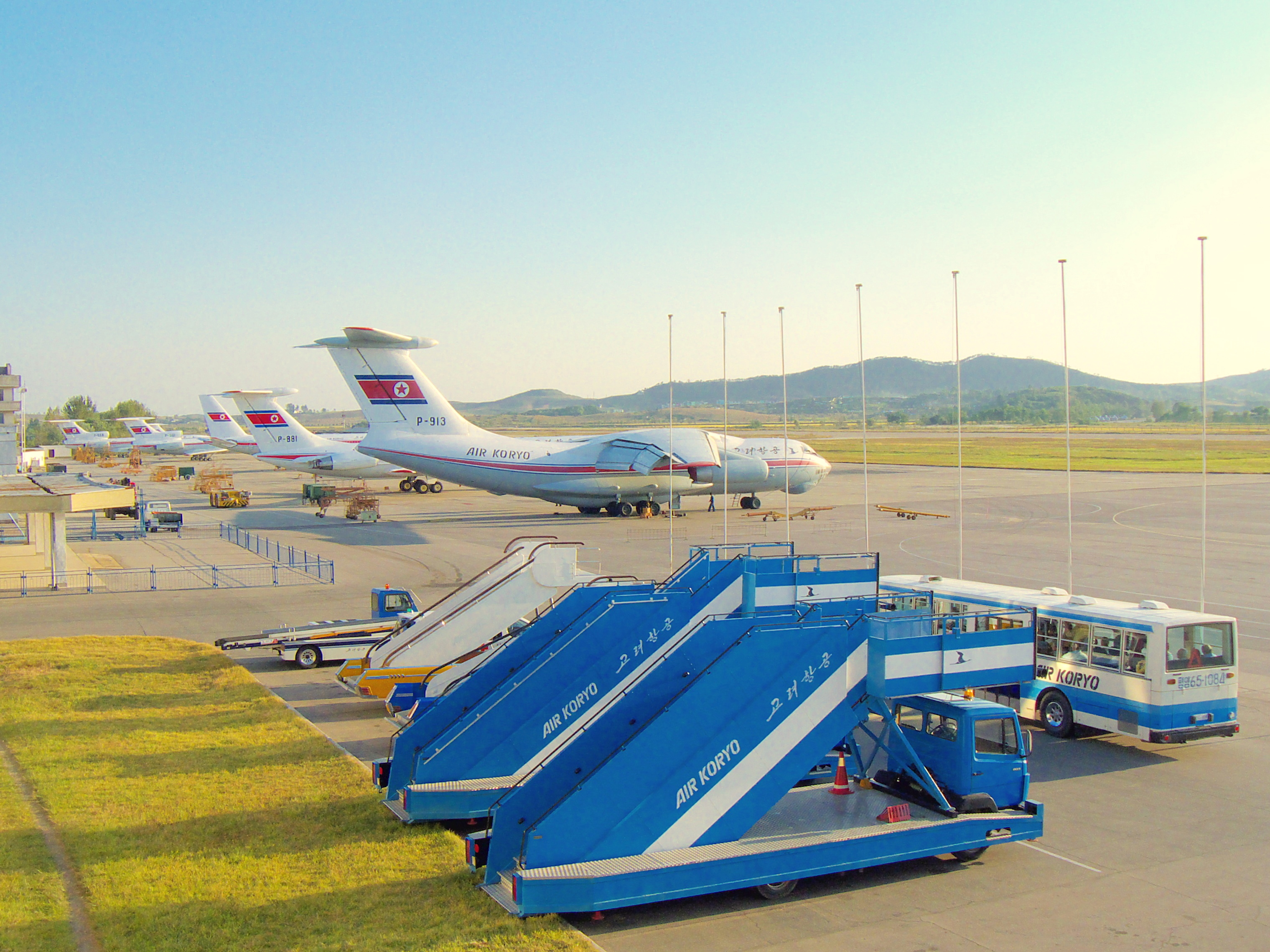
Das Vorfeld mit Flugzeugen der Air Koryo

Der Flughafen verfügt über zwei Start- und Landebahnen. Die größere der beiden wird hauptsächlich für internationale Flüge benutzt, die kleinere für Inlandsflüge und die allgemeine Luftfahrt. 
Im Jahr 2011 und 2012 wurde die südliche Start- und Landebahn saniert, deshalb war zeitweise nur die nördliche in Betrieb. 

### Passagierterminals

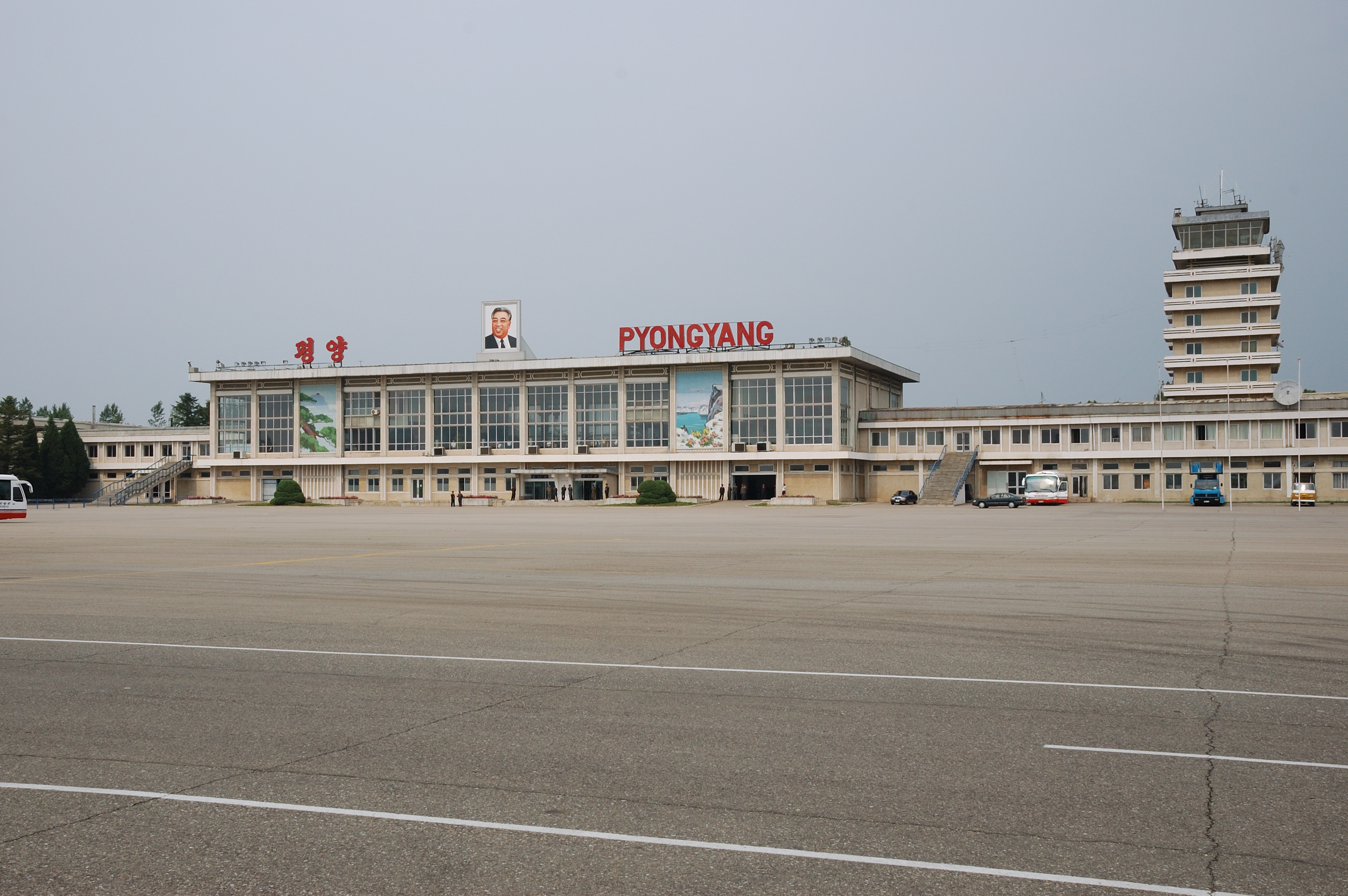
Altes Terminal

2011/12 wurde das bestehende Terminal aus den 1970er Jahren abgerissen und durch einen provisorischen Neubau ersetzt, in der Folge entstand auf dem Areal des alten Gebäudes ein neues Abfertigungsterminal. Die planmäßige Eröffnung des neuen Terminals erfolgte im Juli 2015.  Anordnung der Terminals: Terminal 1 Inlandsflüge, Terminal 2 internationale Flüge, Terminal 3 Cargoflüge.

### Betriebszeiten und Einrichtungen
Im Sommer ist der Flughafen von 6 bis 22 Uhr in Betrieb, im Winter ist er von 7 bis 21 Uhr geöffnet. Der Flughafen besitzt ein Parkhaus, ein Geschäftszentrum, Einrichtungen für Menschen mit Behinderung, einen Duty-free-Shop, eine Flughafenlounge, einen Taxistand, eine Filiale der Korea Trade Bank, einige Souvenirläden und Gepäckfächer (in Betrieb von 8 bis 21 Uhr; die Gebühr beträgt 1,5 nordkoreanische Won pro Gepäckstück). Des Weiteren gibt es einen Buchladen (täglich ab 10 Uhr geöffnet) sowie ein Restaurant und eine Bar, welche jeweils von 9 bis 18 Uhr geöffnet haben.

## Fluggesellschaften und Ziele
Die hier beheimatete Air Koryo bietet derzeit (Stand Juli 2014) regelmäßige Linienflüge nach Peking, Shenyang, Shanghai und Wladiwostok an. Zudem werden unregelmäßig auch Inlandsziele sowie weitere Destinationen im asiatischen Raum sowie in Russland bedient. Als einzige weitere Gesellschaft flog Air China vom 2. Januar 2008 bis zum 14. April 2017 dreimal wöchentlich von Peking nach Pjöngjang. China Southern Airlines und Aeroflot hatten ihre Verbindungen nach Nordkorea mangels Auslastung zuvor eingestellt. Am 6. Juni 2018 nahm Air China die Flüge nach Pjöngjang wieder auf, offiziell aufgrund einer „Marktentscheidung“. Wenig später wurde der Flugverkehr von Air China wieder eingestellt. 
Zudem gibt es unregelmäßige Charterflüge, die meist nach Südkorea, China und nach Russland führen. Diese werden neben Air Koryo beispielsweise von Korean Air durchgeführt.
Inlandsflüge sind beispielsweise zum Flughafen Ch’ŏngjin oder Flughafen Sinŭiju möglich.

## Zwischenfälle
- Am 19. November 1950 stürzte eine Douglas DC-4/C-54D-10-DC der United States Air Force (USAF) (Luftfahrzeugkennzeichen 42-72662) auf dem Militärflugplatz Pjöngjang wegen eines Triebwerksbrandes ab. Das Flugzeug brannte dann komplett aus. Alle Insassen überlebten den Unfall.[5]